# سافي غافيسون
سافي غافيسون (بالعبرية: שבי גביזון‏) (و. 1960  م) هو مخرج أفلام، وكاتب سيناريو، ومنتج أفلام إسرائيلي، ولد في حيفا.

## التعليم
تعلم في جامعة تل أبيب
.

## وصلات خارجية
- سافي غافيسون على موقع IMDb (الإنجليزية)
- سافي غافيسون على موقع ألو سيني (الفرنسية)
- سافي غافيسون على موقع أول موفي (الإنجليزية)
- سافي غافيسون على موقع كينوبويسك (الروسية)